# 内妻海岸
内妻海岸（うちづまかいがん）は、徳島県海部郡牟岐町の八坂八浜にある海岸である。

## 地理
室戸阿南海岸国定公園に位置し、牟岐港から南西へ約1kmにある白砂青松の砂浜である。かつては夏季に海水浴場として開かれていたが、現在は遊泳禁止である。。
岸正面には出羽島が浮かび、牟岐港から連絡船が出港している。海岸の西側には二級河川の内妻川が流れ、川の流れとうねりが生む波には、サーフィンの初心者でも挑戦できるものが多い。海岸の東側は内妻運動公園として整備されている。

## 交通
- JR牟岐線牟岐駅より車で約5分。
- 徳島自動車道「徳島インターチェンジ」より国道55号を経由し車で約1時間40分。